# Breitscheid (Westerwald)
Pour les articles homonymes, voir Breitscheid.
Breitscheid est une municipalité du Verbandsgemeinde Rengsdorf-Waldbreitbach, dans l'arrondissement de Neuwied, en Rhénanie-Palatinat, dans l'ouest de l'Allemagne.